# Задньосерединний меридіан

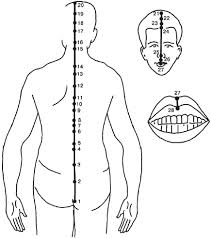
Розміщення меридіану Ду-Май на тілі людини

Задньосерединний меридіан (кит.: 督脈 [ду-май] — губернаторське су́дно) — перший чарівний меридіан із восьми, це Ян-меридіан. Містить 28 пунктів.
Позначають як, цифрами — XIII, літерами — VG(фр.), TM(нім.), GV(англ.).

## Функціональна характеристика та загальні покази
Загальні покази до використання Ду-май: нервове чи психічне перенапруження, різного роду невралгії, порушення кровообігу головного мозку, інші мозкові симптоми, головні болі різного походження, захворювання хребта з болями в спині, плечовому поясі, потилиці з обмеженням рухів хребта, хронічні запальні процеси в легенях, вухах, горлі, носі.
У функціональному відношенні задній серединний меридіан важливий як меридіан, точки якого мають сегментарну спільність з різними органами, тож через них можна цілеспрямовано впливати на той чи інший орган. Вплив на точки нижнього відділу меридіана надає сильний вплив на автономну нервову систему, а у ділянці голови — на головний мозок.
За традиційними уявленням, меридіан сприяє гармонії між функціями, впливаючи переважно на янські меридіани: в основному — на фізичну силу.

## Пункти на меридіані
1. Чань-цянь (зростання сили) — розташована на середині відстані між куприком і зовнішнім сфінктером заднього проходу. Топографічна анатомія: гілки внутрішньої статевої артерії і статевого нерва. Глибина уколу 10 мм. Показання: захворювання прямої кишки і анального каналу, епілепсія.
2. Яо-шу (точка шу попереку) — над місцем входу в крижовий канал. Топографічна анатомія: гілки серединної крижової артерії і гілки від крижового сплетіння. Глибина уколу 10-25 мм. Покази: попереково-крижовий Радікуліт, захворювання сечостатевих органів і прямої кишки.
3. Яо-ян-гуань (яо — попереку ; ворота ян) — між остистими відростками L.4 — L.5 хребців. Топографічна анатомія: задні гілки поперекової артерії і поперекового сплетіння. Глибина уколу 10-25 мм. Покази: попереково-крижовий радикуліт, захворювання сечостатевий органів і товстої кишки.
4. Мінь-мень (ворота життя) — між остистими відростками L.2 — L.3 хребців. Топографічна анатомія: та ж. Глибина уколу 10 мм. Показання: головний біль, кишкова колька, біль в області попереку, геморой, лейкорея, нетримання сечі, полюції, імпотенція, безсоння, шум у вухах, астенічні синдроми.
5. Сюань-шу (висяча колона) — між остистими відростками L.1 — L.2 хребців. Топографічна анатомія: та ж. Глибина уколу 10 мм. Показання: люмбаго, захворювання шлунка й кишок.
6. Цзі-чжун (середина хребетного стовпа) — між остистими відростками D.11 — D.12 (Th.11 — Th.12) хребців. Топографічна анатомія: гілки міжреберних артерій і грудних нервів. Глибина уколу 12 мм. Показання: епілепсія, захворювання кишок, в тому числі випадання прямої кишки у дітей.
7. Чжунь-шу (середня вісь) — між остистими відростками D.10 — D.11 хребців. Топографічна анатомія: та ж. Глибина уколу 15 мм. Показання: люмбаго, пониження зору, необхідність жарознижуючої дії при грипі та лихоманячих захворюваннях.
8. Цзінь-со (стягнутий м'яз) — між остистими відростками D.9 — D.10. Топографічна анатомія: та ж. Глибина уколу 12 мм. Показання: епілепсія, люмбаго, захворювання шлунка, неврастенія.
9. Чжі-ян (крайній ян) — між остистими відростками D.7 — D.8. Топографічна анатомія: та ж. Глибина уколу 15 мм. Показання: люмбаго, захворювання печінки і шлунка.
10. Лін-тай (тераса духів) — між остистими відростками D.6 — D.7 хребців. Топографічна анатомія: однакова з точкою шень — дао (Т.11). Глибина уколу 10 мм. Показання: захворювання органів дихання, а також для попередження грипу.
11. Шень—дао (божественна дорога) — між остистими відростками D.5 — D.6 хребців. Топографічна анатомія: задні гілки міжреберної артерії, тильний нерв лопатки, задні гілки грудних нервів. Глибина уколу 10 мм. Показання: захворювання серця і органів дихання, головний біль, неврастенія, стоматит.
12. Шень-Чжу (хребет) — між остистими відростками D.3 — D.4 хребців. Топографічна анатомія: западина розгалуження поперечної шийної артерії, задні гілки міжреберних артерій і грудних нервів. Глибина уколу 12 мм. Показання: захворювання головного та спинного мозку, епілепсія, нічні страхи, неврастенія, кровотеча з носа.
13. Тао-дао (дорога змін) — між остистими відростками D.1 — D.2 хребців. Топографічна анатомія: та ж. Глибина уколу 12 мм. Показання: шийно -грудний радикуліт, неврастенія, мігрень, реактивні психози, гарячкові захворювання.
14. Так-чжуй (великий хребець) — між остистими відростками С.7 — D.1 , хребців. Топографічна анатомія: та ж. Глибина уколу 12 мм. Показання: грип, малярія, захворювання легень, кровотеча з носа, шийний остеохондроз, вегетативно-ендокринні дисфункції. Одна з основних точок в практиці акупунктури.
15. Я-мень (ворота мовчання) — на кордоні волосистої частини голови між С.1 і С.2 хребцями. Топографічна анатомія: гілки потиличної артерії і шийного сплетіння. Глибина уколу 10 мм (глибший укол не допускається, так як є загроза проникнення у нервові тканини спинного мозку). Припікання не довше 10 хвилин. Показання: головний біль, запаморочення, шум у вухах, розлад мови, менінгіт, мієліт, захворювання органів порожнини рота, кровотеча з носа.
16. Фен-фу (область вітру) — вище задньої межі волосистої частини голови на 30 мм, між потиличною кісткою і I шийним хребцем. Топографічна анатомія: в глибині розташована велика потиличний отвір, в якому проходить довгастий мозок. Глибина уколу не більше 10 мм. Показання: головний біль, біль у потилично — шийній області, носові кровотечі, ларингіт, психоз, наслідки крововиливів у мозок, жовтяниця, атрофія зорового нерва і інші очні захворювання; надає жарознижуючу дію при грипі та гарячкових захворюваннях.
17. Нао-ху (двері мозку) — на верхньому краї потиличного бугра на 1,5 цуня вище точки фен- фу (Т.16) Топографічна анатомія: потилична артерія і великий потиличний нерв. Глибина уколу 3—10 мм. Показання: головний біль, запаморочення, неврастенія, захворювання очей.
18. Цянь-цзянь (місце сили) — дозаду від точки шень-тінь (T.24) на 7,5 цуня. Топографічна анатомія: та ж. Глибина уколу 6 цунів. Покази: головний біль, запаморочення, блювання, судоми у дітей безсоння, епілепсія, неврастенія.
19. Хоу-дінь (задній пагорб голови) — ззаду від точки шень-тінь (T.24) на 6 цуня. Топографічна анатомія: та ж. Глибина уколу 10 мм. Показання: головний біль, запаморочення, мігрень, тик і контрактура м'язів потилично-шийної ділянки, епілепсія.
20. Бай-хуей (сто зустрічей) — ззаду від точки шень-тінь (T.24) на 4,5 цуня. Топографічна анатомія: анастомоз поверхневої скроневої і потиличної артерій, гілки великого потиличного нерва. Глибина уколу 10 мм. Показання: головний біль, запаморочення, неврастенія, анемія мозку, випадання прямої кишки, геморой.
21. Цянь-дін (передній пагорб) — ззаду від точки шень-тінь (T.24) на 3 цуня. Топографічна анатомія: анастомоз поверхневої скроневої артерії і гілки лобного нерва. Глибина уколу 6 мм. Покази: головний біль, запаморочення, епілепсія і судоми у дітей, поліпи у носі.
22. Синь-хуей (злиття черепа) — вище точки шень -тин (T.24) на 1,5 цуня. Топографічна анатомія: місце лобного джерельця. Глибина уколу 3 мм. Показання: головний біль, запаморочення, кровотеча з носа, сонливість, диспепсія. Дітям до трьох років акупрессура протипоказана.
23. Шан-син (верхня зірка) — вище точки шень-тінь (T.24) на 0,5 цуня. Топографічна анатомія: однакова з точкою шень-тінь. Глибина уколу 6 мм. Показання: біль в лобовій частині голови, кровотеча з носа, захворювання очей.
24. Шень-тин (божественні ворота) — вище надпереносиці на 3 цуні, входить в передній кордон волосистої частини голови на 0,5 цуня. Топографічна анатомія: гілки лобової артерії і лобного нерва. Глибина уколу 6 мм. Показання: біль в лобовій частині голови, запаморочення, гострий риніт, запалення слізної залози, блювання, серцебиття, емоційна лабільність, порушення сну.
25. Су-ляо (основна кістка) — у центрі верхівки носа. Топографічна анатомія: дорсальная артерія носа, носоповіковий нерв. Глибина уколу 3-6 мм. Показання: поліпи носа, риніт, сльозотеча, кровотечі з носа, колапс.
26. Жень-чжунь (середина людини) — під верхівкою носа, у верхній третині вертикальної борозни верхньої губи. Топографічна анатомія: артерія верхньої губи, друга гілка трійчастого нерва і щічна гілка лицевого нерва. Глибина уколу 6-10 мм. Показання: швидка допомога при втраті свідомості ; епілепсія, психічне збудження, повнокров'я мозку, тік і контрактура м'язів області рота і очей, набряк обличчя, діабет.
27. Дуй-дуань (верхнє оперезання губи) — посередині верхньої губи, в місці переходу шкіри в слизову оболонку. Топографічна анатомія: та ж. Глибина уколу 6-10 мм. Показання: основні показання ті ж, що і до використання точки жень — чжун (т.26), додаткові — жовтяниця і кровотеча з носа.
28. Їнь—цзяо (перехрестя ясен) — по середній лінії на слизовій оболонці в місці переходу ясен в верхню губу, тобто на середині вуздечки верхньої губи. Топографічна анатомія та інші дані ті ж.